# Eriopyga ratelusia
Eriopyga ratelusia är en fjärilsart som beskrevs av Dyar 1916. Eriopyga ratelusia ingår i släktet Eriopyga och familjen nattflyn. Inga underarter finns listade i Catalogue of Life.